# Jevgeni Karpov
Jevgeni Anatolevitsj Karpov (Russisch: Евгений Анатольевич Карпов) (17 juli 1935) is een voormalig basketbalspeler die uitkwam voor Metalloerg  Moskou en CSKA Moskou. Hij had de rang van Luitenant-kolonel in het Russische Leger.

## Carrière
Karpov was een twee meter lange Pointguard. Karpov begon zijn carrière bij Metalloerg  Moskou. Zijn volgende club was CSKA Moskou. Karpov werd met CSKA drie keer landskampioen van de Sovjet-Unie in 1960, 1961 en 1962. Ook won Karpov één keer de FIBA European Champions Cup in 1961. Kreeg de onderscheiding Meester in de sport van de Sovjet-Unie.

## Erelijst
- Landskampioen Sovjet-Unie: 3
  - Winnaar: 1960, 1961, 1962
- FIBA European Champions Cup: 1
  - Winnaar: 1961